# Sophie Christiane von Wolfstein
Sophie Christiane von Wolfstein (* 24. Oktober 1667 in Sulzbürg; † 23. August 1737 im Schloss Fredensborg) war eine Gräfin von Wolfstein und durch Heirat Markgräfin von Brandenburg-Kulmbach.

## Leben
Sophie Christiane war eine Tochter des Grafen Albrecht Friedrich von Wolfstein zu Sulzbürg (1644–1693) aus dessen Ehe mit Gräfin Sophia Luise (1645–1717), Tochter des Grafen Wolfgang Georg zu Castell-Remlingen und der Gräfin Sophie Juliane von Hohenlohe-Pfedelbach. Sophie Christianes Onkel mütterlicherseits war mit einer Tante des Grafen Nikolaus Ludwig von Zinzendorf verheiratet; Sophie Christiane wurde deshalb streng religiös im Sinne des Pietismus erzogen.
Sie heiratete am 14. August 1687 im Schloss Obersulzbürg den apanagierten Markgrafen Christian Heinrich von Brandenburg-Kulmbach (1661–1708). Für den markgräflichen Hof in Bayreuth war die Ehe allerdings „nicht standesgemäß“.
Nach der Geburt des ersten Kindes bezog die Familie das Schloss Schönberg, wo sich die als „vortrefflich“ beschriebene Sophie Christine um die sorgfältige Erziehung der Kinder kümmerte. Die für die „Haus-Betstunden“ benutzten Gebete fasste sie zu dem so genannten Schönberger Gesangbuch zusammen. Durch den Schönberger Vertrag 1703 trat Christian Heinrich an König Friedrich I. von Preußen die bayreuthisch-ansbachische Erbfolge ab und erhielt dafür das Amt Weferlingen bei Magdeburg, in dessen Schloss die Familie anschließend lebte.
Nach dem Tod ihres Mannes und der 1721 erfolgten Trauung ihrer Tochter Sophie Magdalene mit dem dänisch-norwegischen Thronerben lebte sie auf Einladung ihres Schwiegersohnes auf Dauer in Dänemark, das dadurch zu einer Fluchtstätte deutscher Pietisten wurde. Sophie Christiane wurde im Dom zu Roskilde bestattet.

## Nachkommen
Aus ihrer Ehe hatte Christiane Sophie 14 Kinder:
- Georg Friedrich Karl (1688–1735), Markgraf von Brandenburg-Bayreuth

⚭ 1709 (gesch. 1724) Prinzessin Dorothea von Schleswig-Holstein-Sonderburg-Beck (1685–1761)
- Albrecht Wolfgang (1689–1734), gefallen
- Dorothea Charlotte (1691–1712)

⚭ 1711 Graf Karl Ludwig von Hohenlohe-Weikersheim (1674–1756)
- Friedrich Emanuel (1692–1693)
- Christiane Henriette (1693–1695)
- Friedrich Wilhelm (*/† 1695)
- Christiane (1698–1698)
- Christian August (1699–1700)
- Sophie Magdalene (1700–1770)

⚭ 1721 König Christian VI. von Dänemark und Norwegen (1699–1746)
- Christine Wilhelmine (1702–1704)
- Friedrich Ernst (1703–1762), Statthalter der Herzogtümer Schleswig und Holstein

⚭ 1731 Prinzessin Christine Sophie von Braunschweig-Bevern (1717–1779)
- Marie Eleonore (1704–1705)
- Sophie Karoline (1707–1764)

⚭ 1723 Fürst Georg Albrecht von Ostfriesland (1690–1734)
- Friedrich Christian (1708–1769), Markgraf von Brandenburg-Bayreuth

⚭ 1732 (geschieden 1764) Prinzessin Viktoria Charlotte von Anhalt-Bernburg-Schaumburg (1715–1792)